# P45
P45 – karta podatkowa w Wielkiej Brytanii oraz Irlandii, przedstawia uzyskane dochody oraz kwotę odprowadzonego od nich podatku i otrzymywana jest od pracodawcy w chwili rozwiązania umowy o pracę.
Dokument ten składa się z 4 części, pierwsza część jest wysyłana do Urzędu Skarbowego przez pracodawcę, drugą zatrzymuje pracownik, trzecia część jest przeznaczona dla nowego pracodawcy natomiast czwarta jest wysyłana przez nowego pracodawcę do Urzędu Skarbowego. Karta podatkowa P45 jest niezbędna w przypadku ubiegania się o zwrot podatku za pracę za granicą.